# Iprem
Iprem is een historisch merk van motorfietsen.
Tevens is Iprem een Italiaanse fabriek van zelfbouwmeubelen, die in 1980 onder deze merknaam een 50- en een 125 cc-racer voor Eugenio Lazzarini financierde. De machines werden gebouwd door Lazzarini zelf, met hulp van Paolo Marcheselli en Iprem-eigenaar Enzio Ridolfi. Lazzarini werd in 1980 wereldkampioen 50cc, maar de 125cc machine was geen succes.
De 50cc-racer was voorzien van een Kreidler-motor, maar de 125cc-machine had een door het team zelf ontwikkelde motor. 

## Technische gegevens
| Iprem                  | 125 GP                                                      |
| ---------------------- | ----------------------------------------------------------- |
| Periode                | 1980                                                        |
| Categorie              | Zelfbouw-fabrieksracer                                      |
| Motortype              | tweetakt                                                    |
| Bouwwijze              | watergekoelde tweecilinder lijnmotor met liggende cilinders |
| boring                 | 44 mm                                                       |
| slag                   | 41 mm                                                       |
| Cilinderinhoud         | 124,7 cc                                                    |
| Carburateur(s)         | 2x Mikuni                                                   |
| Smeersysteem           | wet-sumpsysteem                                             |
| Compressieverhouding   | 15:1                                                        |
| Max. Vermogen          | Onbekend                                                    |
| Topsnelheid            | afhankelijk van gearing                                     |
| Primaire aandrijving   | tandwielen                                                  |
| koppeling              | meervoudige natte platenkoppeling                           |
| versnellingen          | 6                                                           |
| Secundaire aandrijving | ketting                                                     |
| Rijwielgedeelte        | buisframe                                                   |
| Voorvork               | Marzocchi-telescoopvork                                     |
| Achtervork             | swingarm                                                    |
| Remmen                 | Brembo schijfremmen voor en achter                          |